# Pont del Molí de Querol
El pont del Molí de Querol és una obra de Castellar de la Ribera (Solsonès) inclosa a l'Inventari del Patrimoni Arquitectònic de Catalunya.

## Descripció
Té tres arcs, pla i tot de pedra, amb tallamars. Actualment està fora d'ús. Hi ha un pont nou a tocar per on passa la carretera. Passa sobre la ribera Salada, afluent per l'esquerra del Segre.

## Història
Es troba a 16 km de Solsona. Té 3 ulls, passa per sobre de la riera Salada. Molt a prop seu hi ha l'antic pont també de tres ulls per on passava el camí ral. A l'altra part del pont hi ha el molí de Querol, gran edifici en gran part de pedra i de molt bon aspecte.